# NGC 3626
NGC 3626（Caldwell 40）は、しし座の方角にある渦巻銀河である。1784年3月14日にウィリアム・ハーシェルが発見した。明るさは、+10.6/+10.9等級である。近隣には裸眼でも見える恒星しし座δ星や、NGC 3607、NGC 3608、NGC 3655、NGC 3659、NGC 3681、NGC 3684、NGC 3686、NGC 3691等の銀河が存在する。視直径は2.7分×1.9分である。約7000万光年離れたしし座II銀河団に属するNGC 3607銀河群を構成する銀河の1つである。